# 社塘坡乡
社塘坡乡，是中华人民共和国湖南省湘西土家族苗族自治州吉首市下辖的一个乡镇级行政单位。

## 行政区划
社塘坡乡下辖以下地区：
三岔坪村、西门口村、强虎村、关候村和十八湾村。